# Alkosto
Alkosto es una cadena de almacenes colombiana, comercializadora de electrodomésticos, mercado, llantas, tecnología, motos y productos del hogar, de propiedad del Grupo Corbeta. Tiene presencia en ocho ciudades y municipios del país y, a 2013, cuenta con 2388 empleados a nivel nacional.

## Historia
Su primer almacén fue ubicado en Bogotá en la Cra 30 con Calle 10a.
- Bogotá - Avenida 30 Calle 11 en 1987
- Bogotá - Avenida 68, en 1995
- Villavicencio - en 1996
- Bogotá – Venecia Autopista Sur Avenida 68, en 2000
- Pereira - en 2007
- Bogotá - calle 170, en 2008
- Yopal - en 2011
- Cali - en 2012[2]
- Barranquilla - en 2016[3]
- Sincelejo - 2017
- Floridablanca - 2018
- Bogotá - El Eden - 2019
- Mosquera - 2025

## Almacenes
Actualmente Alkosto cuenta con 17 almacenes a nivel nacional distribuidos así:
Bogotá
- Avenida 68 calle 68 esquina
- Carrera 30 con calle 10
- Autopista sur Carrera 68
- Calle 170 con Avenida Boyacá
- CC. El Edén (Avenida Boyacá con Calle 15)

Villavicencio
- Cll 31 No. 31-95 Avenida el Llano

Yopal
- Morichal Plaza CC. Calle 24 con Carrera 29 Esquina

Boyacá (Almacenes Paraíso)
- Duitama, Carrera 30 con Calle 10 Esquina
- Sogamoso, Carrera 11 No. 23-56
- Tunja, Carrera 11 No. 9-40

Pereira
- Avenida de las Américas No. 46-03

Pasto
- Av Bolívar: Calle 22 No. 6-28
- Centro: Calle 19 No. 28-89

Ipiales
- Ipiales: Parque 20 de Julio Carrera 5 No. 8-26

- C.C. Gran Plaza Ipiales: Local 101.

Tuquerres
- Túquerres: Carrera 13 con calle 20 Esquina

Cali
- Av. Pasoancho con Carrera 80
- Carrera 1 con Calle 62

Barranquilla
- Calle 98 # 51 B - 91

Floridablanca
- Anillo Vial km 2,5 Floridablanca- Girón

Sincelejo
- Sincelejo Calle 28 No. 25B - 27 C.C. Guacari Local 101 Tel: (5)2771022

## Sostenibilidad
En la tienda de Cali se implementa la utilización de energías renovables
La tienda, ubicada en la capital del Valle, está dotada de paneles con tecnología policristalina de Panasonic, un espacio con 498 paneles solares que generan un promedio de 430 kWh/d (por hora por día), lo que equivale a la energía que consumen cuatro hogares promedio durante un mes.
La tienda de Barranquilla cuenta con un moderno edificio de 5.600 metros cuadrados de área comercial y está dotado con 1.700 paneles solares e iluminación tipo led para ahorro de energía.
Adicionalmente las fachadas y cubiertas fueron elaboradas con paneles termoacústicos en sistema sándwich para reducir el consumo de aire acondicionado. Los parqueaderos cuentan con un diseño bioclimático.